# フレデリック・パシー
フレデリック・パシー（Frédéric Passy, 1822年5月20日 - 1912年6月12日）は、フランスの経済学者・政治家である。

## 経歴

### 出生から経済学者となるまで
1822年5月20日にフランスのパリで支配階級にある家庭に生まれた。父はワーテルローの戦いにおける兵役経験者であり、また、ルイ・ナポレオンとルイ・フィリップの政府において閣僚を務めていたイポリック・パシーの甥として生まれた同氏は、フランスの文官になるという伝統が強い家庭で育てられた。法律家になるように育てられ、22歳でフランスの国務院の文官に会計士という形で入った。しかし叔父の影響を受けて、3年後に経済の系統的な研究を行うために辞任した。後に巧みな話し手として名を馳せた学者となった。
1853年から1856年まで続いたクリミア戦争から次第に平和について関心を持ち始めた。そのきっかけは、クリミア戦争終盤頃、フランスではロアール川が洪水をおこし、大きな被害を引き起こしたが、人々はこのニュースを聞いて自然災害を恐怖ととらえたのに対し、戦争のような人為的な災害は普通だと考えたということで、その考えに衝撃を受けた。1867年にルクセンブルクの主権に対して戦争の雰囲気がフランスとドイツの間に漂うと、同氏はフランスの新聞『ル・タン』に国際的な平和協会に衝突を避けるように依頼する影響力のある嘆願を投稿した。社会的な支援を受けて、同氏は未来の衝突を避けるためにthe Ligue International et Permanente de la Paix（英: International and Permanent League of Peace）を立ち上げたものの、同組織は1870年の普仏戦争を回避できなかったとして解散した。彼はその後もめげることなく、1889年にSociété française pour l’arbitrage entre nationsとなる組織「Société française des amis de la paix」（英: Society of the Sons of Liberty）を設立した。その後、彼は共和主義者としてナポレオン三世の政府の一部に加わることを拒んだ。
また、政治家兼経済学者として、彼は独立国家の間における自由貿易は平和を推進すると説いた。同氏はヨーロッパの平和維持のために1867年に国際平和同盟、1870年に国際調停機関を設立した。また、同氏は1878年にパリで会議が開かれた、フランスにおける初の平和協会を設立した。

### 国会議員として
1881年には国会議員となり、1885年までその任にあった。フランスの代議院における左翼の独立した共和主義者として、自由貿易の主義と合わないからという理由でフランスの植民地政策に対して反対し、また、フランスが軍事縮小と国際紛争における調停的な役割を担うべきだと説いた。また、産業事故の特定の事象における法制整備も訴えた。また、様々な国から国の代表として選出された人々が協力するために作られた組織「列国議会同盟」の創設者の一人にもなっている。その後も彼は半世紀以上を平和運動に費やし、パシーは"apostle of peace"(平和の使徒)として知られるようになった。
1901年にはアンリ・デュナンとともに第1回ノーベル賞を共同受賞している。その後、歳を取るにつれて視力を失っていったが、仕事と執筆をやめなかった。1909年、すなわち87歳の時に出版された個人的な記録『Pour la paix』では、彼があまり好まなかった伝記の代わりに、国際平和のために行ってきた仕事が記されている。その中で、特に列国議会同盟が創設された時に関連して、Ligue internationale de la paixの創設のことを深く言及し、平和議会の発展やハーグ平和会議の価値について述べている。その後、1912年6月にパリで亡くなった。

## 受賞・栄典
- 1901年：第1回ノーベル賞を受賞。アンリ・デュナンと共同受賞

## 家族・親族
- 息子：ポール・エドゥアール・パシーは言語学者、音声学者。
- 叔父：イポリック・パシーは閣僚。